# Ronde van Drenthe 2023 (vrouwen)
De Ronde van Drenthe voor vrouwen werd in 2023 georganiseerd op 11 maart, een dag voor de mannenwedstrijd. Het was de 24e editie en net als de jaren ervoor, maakte de Ronde van Drenthe ook in 2023 deel uit van de Women's World Tour. Vanwege de sneeuwval werd een dag ervoor de Drentse 8 na zeventien kilometer geannuleerd. De Ronde van Drenthe werd om dezelfde reden aangepast; de keienstroken werden uit het parcours gehaald en het parcours werd ingekort tot 94 kilometer, met zes beklimmingen van de VAM-berg. De wedstrijd ging ook van start op de VAM-berg en finishte net als vorige jaren in Hoogeveen. De wedstrijd werd gewonnen door Europees kampioene Lorena Wiebes, die ook de vorige twee edities op haar naam schreef.

## Deelnemende ploegen
Alle vijftien World Tourploegen namen deel, aangevuld met zes continentale ploegen.
| UCI-World Tourteams | UCI-World Tourteams                                                               | UCI-teams |
| --- | --------------------------------------------------------------------------------- | --- |
| Canyon-SRAM DSM EF Education-TIBCO-SVB FDJ-Suez Fenix-Deceuninck Human Powered Health Israel Premier Tech Roland Jayco AlUla | Jumbo-Visma Liv Racing TeqFind Movistar SD Worx Trek-Segafredo UAE Team ADQ Uno-X | AG Insurance-Soudal Quick-Step Bizkaia-Durango Ceratizit-WNT GT Krush Rebel Lease Parkhotel Valkenburg Zaaf Cycling Team |

## Uitslag
| Plaats  | Naam                      | Ploeg                          | Tijd     |
| ------- | ------------------------- | ------------------------------ | -------- |
| Winnaar | Lorena Wiebes             | SD Worx                        | 2u29'13" |
| 2       | Susanne Andersen          | Uno-X                          | z.t.     |
| 3       | Maike van der Duin        | Canyon-SRAM                    | z.t.     |
| 4       | Elisa Balsamo             | Trek-Segafredo                 | z.t.     |
| 5       | Maria Giulia Confalonieri | Uno-X                          | z.t.     |
| 6       | Lotta Henttala            | AG Insurance-Soudal Quick-Step | z.t.     |
| 7       | Vittoria Guazzini         | FDJ-Suez                       | z.t.     |
| 8       | Karlijn Swinkels          | Jumbo-Visma                    | z.t.     |
| 9       | Letizia Paternoster       | Jayco AlUla                    | z.t.     |
| 10      | Anna Henderson            | Jumbo-Visma                    | z.t.     |
| 11      | Lonneke Uneken            | SD Worx                        | z.t.     |
| 12      | Maëlle Grossetête         | FDJ-Suez                       | z.t.     |
| 13      | Julie De Wilde            | Fenix-Deceuninck               | z.t.     |
| 14      | Arianna Fidanza           | Ceratizit-WNT                  | z.t.     |
| 15      | Christine Majerus         | SD Worx                        | z.t.     |
| 16      | Ilaria Sanguineti         | Trek-Segafredo                 | z.t.     |
| 17      | Marta Lach                | Ceratizit-WNT                  | z.t.     |
| 18      | Letizia Borghesi          | EF Education-TIBCO-SVB         | + 5"     |
| 19      | Valerie Demey             | Liv Racing TeqFind             | z.t.     |
| 20      | Chiara Consonni           | UAE Team ADQ                   | z.t.     |

1960 · 1961 · 1962 · 1963 · 1964 · 1965 · 1966 · 1967 · 1968 · 1969 · 1970 · 1971 · 1972 · 1973 · 1974 · 1975 · 1976 · 1977 · 1978 · 1979 · 1980 · 1981 · 1982 · 1983 · 1984 · 1985 · 1986 · 1987 · 1988 · 1989 · 1990 · 1991 · 1992 · 1993 · 1994 · 1995 · 1996 · 1997 · 1998 · 1999 · 2000 · 2001 · 2002 · 2003 · 2004 · 2005 · 2006 · 2007 · 2008 · 2009 · 2010 · 2011 · 2012 · 2013 · 2014 · 2015 · 2016 · 2017 · 2018 · 2019 · 2020 · 2021 · 2022 · 2023 · 2024 · 2025
Tour Down Under ·
Cadel Evans Great Ocean Road Race ·
Ronde van de Verenigde Arabische Emiraten ·
Omloop Het Nieuwsblad ·
Strade Bianche ·
Ronde van Drenthe ·
Trofeo Alfredo Binda-Comune di Cittiglio ·
Brugge-De Panne ·
Gent-Wevelgem ·
Ronde van Vlaanderen ·
Parijs-Roubaix ·
Amstel Gold Race ·
Waalse Pijl ·
Luik-Bastenaken-Luik ·
La Vuelta España Femenina ·
Itzulia Women ·
Ronde van Burgos ·
RideLondon Classic ·
Ronde van Zwitserland ·
Giro Donne ·
Tour de France Femmes ·
Ronde van Scandinavië ·
GP de Plouay-Bretagne ·
Simac Ladies Tour ·
Ronde van Romandië ·
Ronde van Chongming ·
Ronde van Guangxi
Afgelaste wedstrijden: The Women's Tour ·
Postnord Vårgårda WestSweden